# Bernard Aton VI Trencavel
Bernard Aton VI Trencavel, né en 1159 et mort après 1214, est un vicomte de Nîmes et d’Agde de 1159 à 1214. Il était fils de Bernard Aton V Trencavel, vicomte de Nîmes et d’Agde et de Guillemette de Montpellier.

## Biographie
Né posthume, il succède à son père dès sa naissance et sous la régence de sa mère Guillemette de Montpellier assistée de Bermond de Vézenobre, bailli de Montpellier. Pons de Vézenobre et quelques chevaliers tentent de se révolter, mais doivent se soumettre.
En 1163, le comte Raymond V de Toulouse fait la paix avec Raimond Ier Trencavel, vicomte d'Albi, de Béziers et de Carcassonne et oncle de Bernard Aton, dont il devient le protecteur.
En 1174, Bernard Aton est proclamé majeur et prend en charge le gouvernement de ses vicomtés. À Béziers, Carcassonne et Albi, c'est son cousin Roger II Trencavel qui gouverne, ayant succédé à son père Raymond, assassiné en 1167. En 1177, Raymond V de Toulouse tente d'occuper Montpellier, et Bernard Aton rejoint une coalition formée contre le comte de Toulouse et composé de Roger II Trencavel, Guilhem VIII, seigneur de Montpellier et Alphonse II, roi d'Aragon. En retour, Raymond V s'allie en 1179 à Aldebert d'Uzès et de Posquières, évêque de Nîmes, et à son frère Raymond d'Uzès et de Posquières, évêque d'Uzès. En 1180, le roi d'Aragon vient à Nîmes et Bernard Aton lui prête un serment d'allégeance.
Peu après, Raymond V assiège et prend Nîmes, et chasse le vicomte. La guerre reprend entre Toulouse et l'Aragon, et aboutit à un traité en 1185 qui, entre autres, rend Nîmes à Bernard Aton.
Mais le gros souci de Bernard Aton VI est le manque d'argent[style à revoir]. En 1179, il cède à Bérenger de Puisserguier les droits de péage sur la route entre Saint-Thibéry et Marseillan et entre Béziers et Narbonne, moyennant 2 000 sols melgoriens, qui lui permettent de payer des troupes contre le comte de Toulouse. En 1189, il engage ses biens à Loupian et le château de Marseillanau auprès de Guilhem VIII, seigneur de Montpellier et son épouse Agnès seigneur de Montpellier pour 10 000 sols melgoriens. En janvier 1194, il engage de nouveau Loupian pour 10 ans contre 20 000 sols melgoiriens. Il finira par céder ces biens au seigneur de Montpellier et à sa femme Agnès. Mais un peu avant la même période, il fait aussi donation de la vicomté d'Agde, auquel Loupian appartient, à l’évêque d'Agde pour se faire chanoine. L'évêque d'Agde fait alors allégeance à Raymond de Toulouse et fait donc entrer la vicomté d'Agde comme fief du comte de Toulouse. Après la mort de Guilhem VIII de Montpellier les seigneurs de Montpellier  deviennent vassaux du roi d'Aragon, ennemi éternel du comte de Toulouse.
Il vend également une partie de son pouvoir aux bourgeois de Nîmes, qui élisent à partir de 1194 quatre consuls, lesquels siègent dans la Maison Carrée.
En 1214, ne pouvant plus rembourser ses créanciers, il vend ses vicomtés à Simon IV de Montfort et entre dans les ordres.